# اسخل‌لاینن
اسخل‌لاینن (به هلندی: Schelluinen) یک منطقهٔ مسکونی در هلند است که در خیسن‌لاندن واقع شده‌است. اسخل‌لاینن ۱٬۲۳۰ نفر جمعیت دارد.
این روستا به نام شهر اَشکِلون در فلسطین نامیده شده و نام آن شکل هلندی‌شده همان نام است.